# Cova Verióvkina
La cova Verióvkina (rus: Пещера Верёвкина), localitzada al Caucas occidental, és (a 2020) la cova coneguda més profunda de la Terra amb una diferència d'altura entre el punt més alt i el més baix de 2.212 m. Es troba al massís d'Arabika, als monts de Gagra. Administrativament és en el districte de Gagra de la república autònoma d'Abkhàzia. És una de les dues úniques coves superprofundes conegudes (profunditat > 2 km.)

## Nom
El 1968, la cova va rebre l'identificador S-115, que després va ser substituït per P1-7, i el 1986 va ser rebatejada en nom de Aleksandr Veriovkin. El bussejador de coves Aleksandr Veriovkin va morir el 1983 mentre explorava un sifó a la cova Su-Akan, situada al massís de Sary-Tala, actual Kabardino-Balkaria, Rússia.

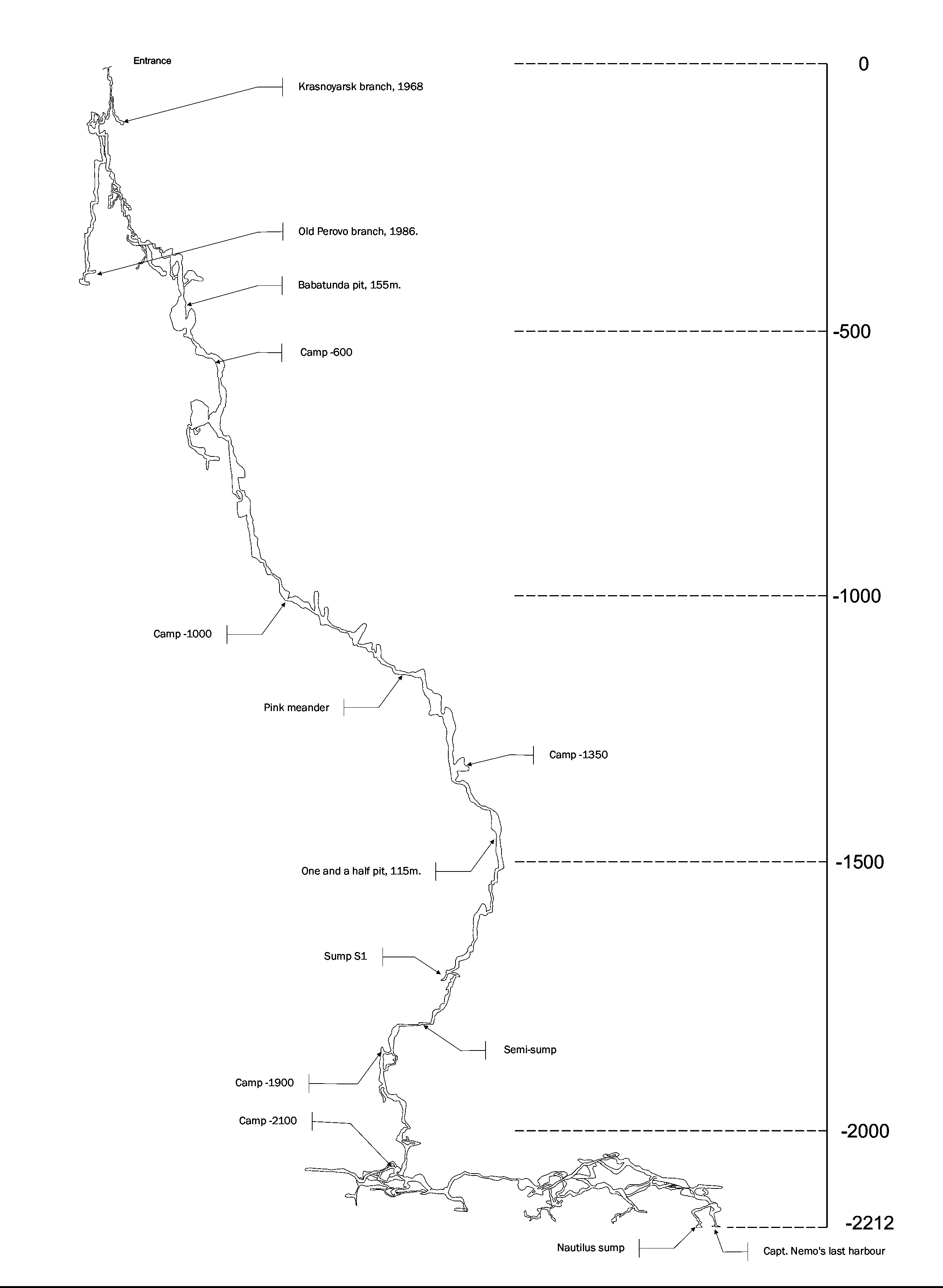
Plànol vertical de la cova Verióvkina (des de l'est)

## Descobriment
- 1968: la cova, en aquell temps a l'URSS, va ser descoberta per espeleolòlegs de Krasnoiarsk. Van arribar a una profunditat de 115 metres i la van marcar al mapa com a S-115.
- 1982: la cova va ser descoberta per segona vegada per l'expedició de l'espeleoclub "Perovo" de Moscou. Es marca com P1-7.
- 1983 - 1986: els treballadors del mateix equip van continuar explorant i van assolir la profunditat de 440 m.
- 1986 - 2000: cap feina va tenir lloc a la cova.

## Exploracions posteriors al 2000
- Del 2000 al 2015, l'espeleoclub “Perovo” i el seu equip “Perovo-speleo” van continuar la investigació al fons de la cova. Malgrat tots els seus esforços, la profunditat de la cova es va mantenir a 440 m.
- Agost de 2015: espeleòlegs de l'espeleoclub "Perovo" van descobrir finalment una nova galeria; la seva profunditat es va determinar posteriorment a 156 m. Aquest descobriment va obrir el camí cap a una sèrie de descobriments posteriors.
- Juny de 2016: va tenir lloc l'expedició de l'equip "Perovo-speleo", fins a una profunditat de 630 m.
- Agost de 2016: una expedició conjunta de l'equip "Perovo-speleo" i l'espeleoclub "Perovo" va assolir la profunditat de 1.010 m.
- Octubre de 2016: l'expedició de l'equip "Perovo-speleo" va aprofundir la cova fins a 1.350 m.
- Febrer de 2017: l'expedició de l'equip "Perovo-speleo" va assolir la profunditat de 1.832 m. La cova es va convertir en la segona més profunda del món, després de la de Krubera (Voronya).
- A principis d'agost de 2017, l'espeleoclub "Perovo" va explorar la cova fins a la profunditat de 2.151 m. Es va descobrir un antic col·lector del sistema aqüífer càrstic amb extensos túnels horitzontals, no típics per al massís d'Arabika. Verióvkina es va convertir en la segona cova súper profunda (més de 2 km) i la més profunda accessible sense equips de busseig.
- Segona meitat d'agost de 2017: l'equip “Perovo-speleo” va assolir la profunditat de 2.204 m, establint així un nou rècord mundial de profunditat. Es va descobrir i estudiar un enorme sistema de més de 6 km de passatges subhorizontals per sota dels −2100 m, únic en el món.
- Març del 2018: una altra expedició del mateix equip va afegir més d’un quilòmetre de túnels al mapa de la cova. També van mesurar la profunditat de l’últim sifó de la terminal de l'estació Nemo. Feia 8,5 m de longitud i, per tant, la profunditat total de la cova assolí els 2.212 metres.[2]